# The Voice of Holland
The Voice of Holland (en español: «La voz de Holanda»), es un concurso de canto neerlandés que se convirtió en una franquicia de formato televisivo global, creado por el magnate de los medios John de Mol y el músico Roel van Velzen en Países Bajos y se transmite en RTL 4. Durante las primeras nueve temporadas, The Voice of Holland fue conducida por Martijn Krabbé y Wendy van Dijk. A partir de la décima temporada (2019-2020), Wendy van Dijk fue reemplazada por Chantal Janzen. La duodécima temporada concluyó prematuramente en 2022 debido a acusaciones de conducta sexual inapropiada relacionadas con miembros de la tripulación, y la serie posteriormente se suspendió. Está previsto que regrese con una decimotercera temporada en enero de 2026.
El foco central del programa es el talento vocal y la calidad de los concursantes. Tres o cuatro coaches/jueces, son artistas escénicos exitosos, entrenan a los talentos de sus equipos y ocasionalmente actúan con ellos. Después de muchas rondas preliminares de audiciones fuera de pantalla, se seleccionan los talentos más prometedores para los programas televisados. Esto ocurre especialmente en las llamadas «audiciones a ciegas», durante las cuales los coaches no pueden ver a los candidatos, sólo oírlos actuar. No es hasta que un juez elige el talento, o cuando han terminado de cantar, las sillas de los coaches giran hacia ellos y se revelan estos últimos.
Los primeros episodios están pregrabados frente a una audiencia en vivo, de modo que los entrenadores pueden experimentar la reacción del público ante el candidato y, en ocasiones, verse influenciados por ella. Los siguientes episodios se graban en los que algunos cantantes pierden su lugar en el equipo, y otros ascienden a rondas posteriores, a través de desafíos de canto en varios formatos, hasta que solo un pequeño grupo queda en la competencia. Luego, el formato cambia a varios espectáculos en vivo, en los que el público participa activamente en el proceso de evaluación y se eliminan más cantantes hasta que queda un ganador.

## Formato

### Audiciones a ciegas
Después de muchas audiciones fuera de pantalla, llega el momento de las «Audiciones a ciegas». En la primera etapa televisada los audicionantes cantan frente a los jueces (coaches) oficiales. Todos los coaches estarán sentados en una silla que esté alejada del escenario. Supuestamente los jueces juzgarán primero por el poder, la claridad, el tipo y la singularidad del canto de los artistas. Si les gusta lo que escuchan y quieren guiar al artista para la siguiente etapa, presionarán un botón que girará su silla para mirar hacia el escenario por primera vez y ver al artista. Si más de una silla gira, el audicionista puede elegir al coach de su elección. Si ninguna silla gira, el viaje del artista en la audición termina.
Al finalizar, cada uno de los jueces tendrá en su equipo un número determinado de artistas que estarán avanzando a la siguiente ronda. En la duodécima temporada se añadió un nuevo giro: el botón de bloqueo. Cada tiene el poder de impedir que otro entrenador consiga un artista. Para garantizar que los coaches no se bloqueen entre sí indefinidamente, solo se permite usar el botón de bloqueo una vez durante todas las audiciones a ciegas.

### Las rondas de batalla
La segunda etapa, «las rondas de batalla», es donde dos artistas reciben tutoría y luego son desarrollados por su respectivo coach. Los coaches del equipo «se dedicarán a desarrollar a sus artistas, darles consejos y compartir los secretos de su éxito en la industria musical». Cada miembro de su equipo lucha contra otro miembro de su equipo. Cantan la misma canción simultáneamente, mientras su coach decide quién debe continuar en la competición. Los coaches tienen que elegir entre las cuatro «batallas» individuales para llevar a los artistas a la ronda en vivo. A partir de la cuarta temporada, cada entrenador puede robar un artista perdedor de otros equipos. Otro giro se añadió en la séptima temporada: el «Steal Room». Si bien los robos han regresado, cada artista robado se sentará en un asiento designado en el «Steal Room» mientras mira las otras presentaciones. Si un juez ha robado un artista pero luego decide robar otro, el primer artista será reemplazado y eliminado por el artista recién robado. Los artistas sentados al final de las batallas avanzarán a las rondas eliminatorias. En la undécima temporada, cada coach podrá salvar a un artista de su propio equipo.

### LosKnockouts
La tercera etapa son los Knockouts. El formato ha variado desde las primeras temporadas donde dos artistas cantaban cada uno una canción y uno avanzaba hasta años más recientes donde todos los artistas actuaban y el entrenador seleccionaba tres para enviarlos a los espectáculos en vivo.

### Espectáculos en vivo
La etapa final, denominada «espectáculos en vivo», es donde los combatientes supervivientes actúan frente a los coaches y el público, y se transmiten en vivo. Para empezar, cada coach tendrá cuatro artistas en su equipo y los artistas se enfrentarán cara a cara en la competencia para ganar los votos del público. Estos determinarán qué artista avanza a los ocho finalistas. El futuro de los tres artistas restantes en el programa lo determinarán los jueces, eligiendo quiénes progresarán.
Los ocho artistas finales competirán en una transmisión en vivo. Sin embargo, los coaches tendrán una participación 50/50 con el público y el público a la hora de decidir qué artistas pasan a la fase de los final four. En este último, cada entrenador tendrá un integrante que continuará. La final (la ronda ganadora) se decidirá mediante votación pública. A lo largo de la final los entrenadores actuarán frecuentemente con sus artistas. El ganador será coronado como La Voz de Holanda.

## Coachesy anfitriones
Los coaches aún no eran conocidos durante el anuncio de creación del programa, pero Gordon, Marco Borsato y John Ewbank Se rumoreaba que participaban. Ninguno de ellos terminó finalmente en la formación original. Los coaches fueron anunciados el 17 de junio de 2010:Roel van Velzen, Nick & Simon, Angela Groothuizen y Jeroen van der Boom. En la primera temporada, Roel van Velzen no pudo asistir a todos los espectáculos en vivo debido a los conciertos planificados. Martijn Krabbé presentó el programa, con Wendy van Dijk uniéndose a él en los shows en vivo y Winston Gerschtanowitz a cargo de presentar el «Red Room». Marco Borsato reemplazó a Jeroen van der Boom en la segunda temporada, cuando Van der Boom dejó el programa para convertirse en el juez principal de The Winner Is, mientras que Wendy van Dijk se convirtió en la presentadora de tiempo completo junto a Krabbé. En la tercera temporada, Groothuizen fue reemplazado por Trijntje Oosterhuis, quien previamente había rechazado la oportunidad de unirse a la primera temporada del programa. El 17 de diciembre de 2012, se anunció que Nick & Simon no regresarían como entrenadores en la cuarta temporada. El 22 de marzo de 2013, se dio a conocer que Ilse DeLange se convertiría en coach en la cuarta temporada. En enero, Roel van Velzen reveló que no regresaría como coach para una cuarta temporada y fue reemplazado por Ali B. El panel de entrenadores se mantuvo sin cambios para la temporada 5 en 2014, pero Winston Gerschtanowitz fue reemplazado por el ganador de Idols Jamai Loman.
El 15 de enero de 2015, se anunció que Trijntje Oosterhuis e Ilse DeLange habían dejado el programa para centrarse en otros proyectos y serían reemplazadas por Anouk y Miss Montreal líder Sanne Hans. Marco Borsato y Ali B regresaron como coaches por sexta temporada. Durante el final de la temporada 6 el 29 de enero de 2016, Borsato dio a conocer que no regresaría para la séptima temporada y que su puesto lo ocuparía Guus Meeuwis. Anouk originalmente firmó para entrenar dos temporadas, pero decidió saltarse la siguiente temporada debido a su embarazo, por lo tanto fue reemplazada por Waylon en la temporada 7. Guus Meeuwis decidió al final de la séptima temporada no regresar para la octava temporada. El 9 de junio de 2017, se reveló que Anouk regresaría para reemplazar a Guus Meeuwis para la temporada 8, junto con los entrenadores Ali B, Sanne Hans y Waylon. Durante el final de la temporada 8 el 2 de enero de 2018, se anunció que para la novena temporada Lil' Kleine reemplazaría a Sanne Hans, quien había decidido irse para otros compromisos.
A principios de 2019, Wendy van Dijk anunció que se mudó de RTL 4 a SBS6 y, por lo tanto, no podría regresar al programa como presentadora. El 22 de febrero de 2019, se informó que el programa continuará transmitiéndose en RTL 4 durante los próximos tres años, y Chantal Janzen reemplazará a van Dijk como presentadora de la décima temporada. También se ha dio a conocer que Geraldine Kemper reemplazaría a Jamai Loman como presentador detrás del escenario. El 14 de junio de 2019, se reveló a través de la emisora del programa, RTL 4 y su página de Facebook, que Ali B, Waylon, Anouk y Lil' Kleine regresarían para la temporada 10.
El 6 de junio de 2020, RTL anunció que Ali B, Waylon y Anouk permanecerían en el panel para la temporada 11; pero Lil' Kleine no volvería. Dos meses después, Jan Smit fue confirmado como reemplazo de Kleine. Además, la temporada 12 incluye la «Comeback Stage» (creada originalmente por la versión estadounidense), cuyo dúo de jueces está formado por el rapero Typhoon y el ganador de la temporada 6 Maan de Steenwinkel.

El 31 de marzo de 2025, se anunció que DeLange regresaría como coach para la renovación del programa, que se emitirá en enero de 2026. Al mismo tiempo, se dio a conocer que Willie Wartaal, Suzan & Freek y Dinand Woesthoff debutarían como jueces. El 27 de mayo de 2025, Suzan y Freek se retiraron del panel de jueces luego del diagnóstico de cáncer terminal de Freek, pero se reincorporaron el 4 de julio de 2025, después de que se anunció que Freek estaba recibiendo tratamiento y se encontraba en un estado más positivo.

Coaches
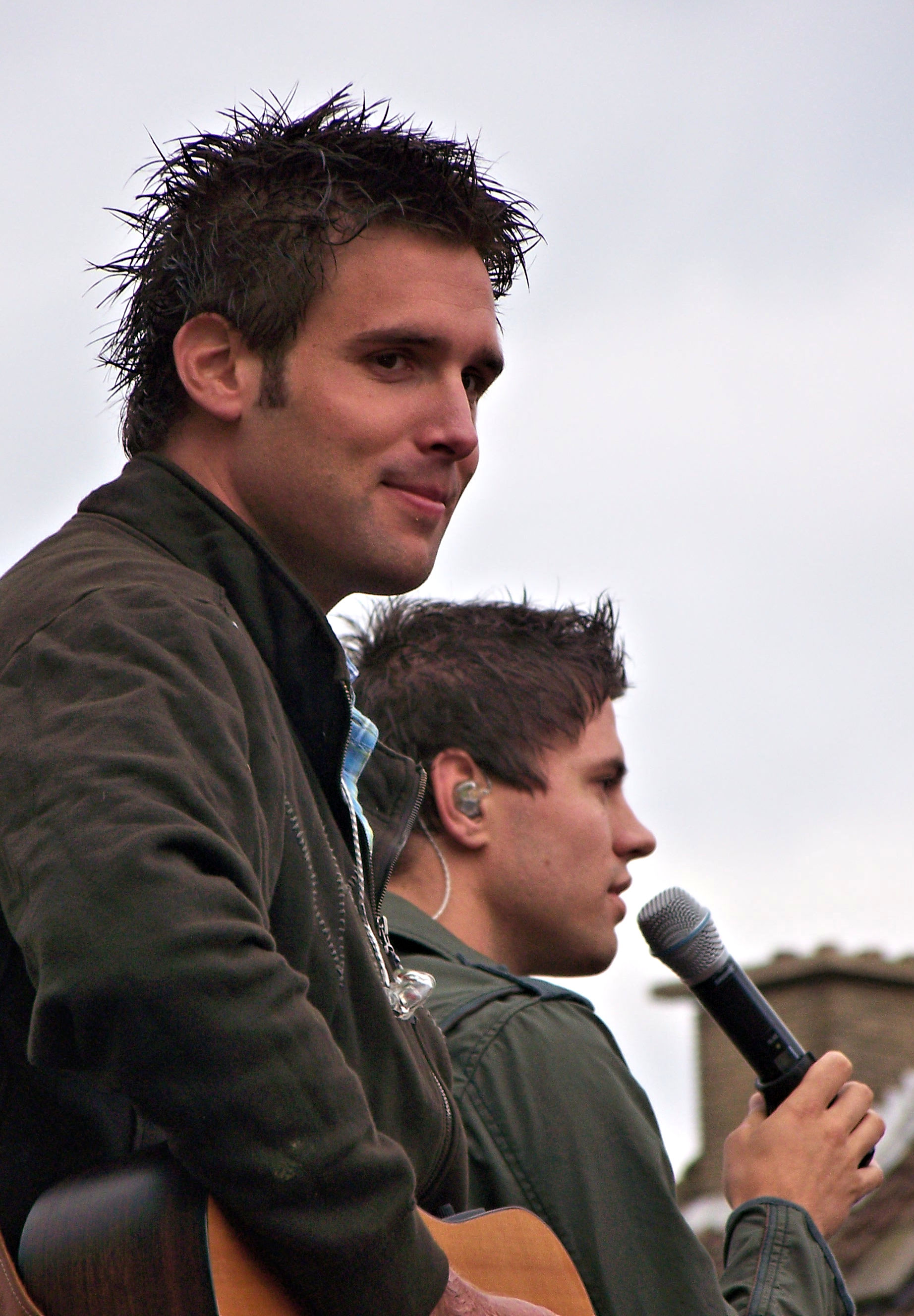
Nick & Simon (1–3)
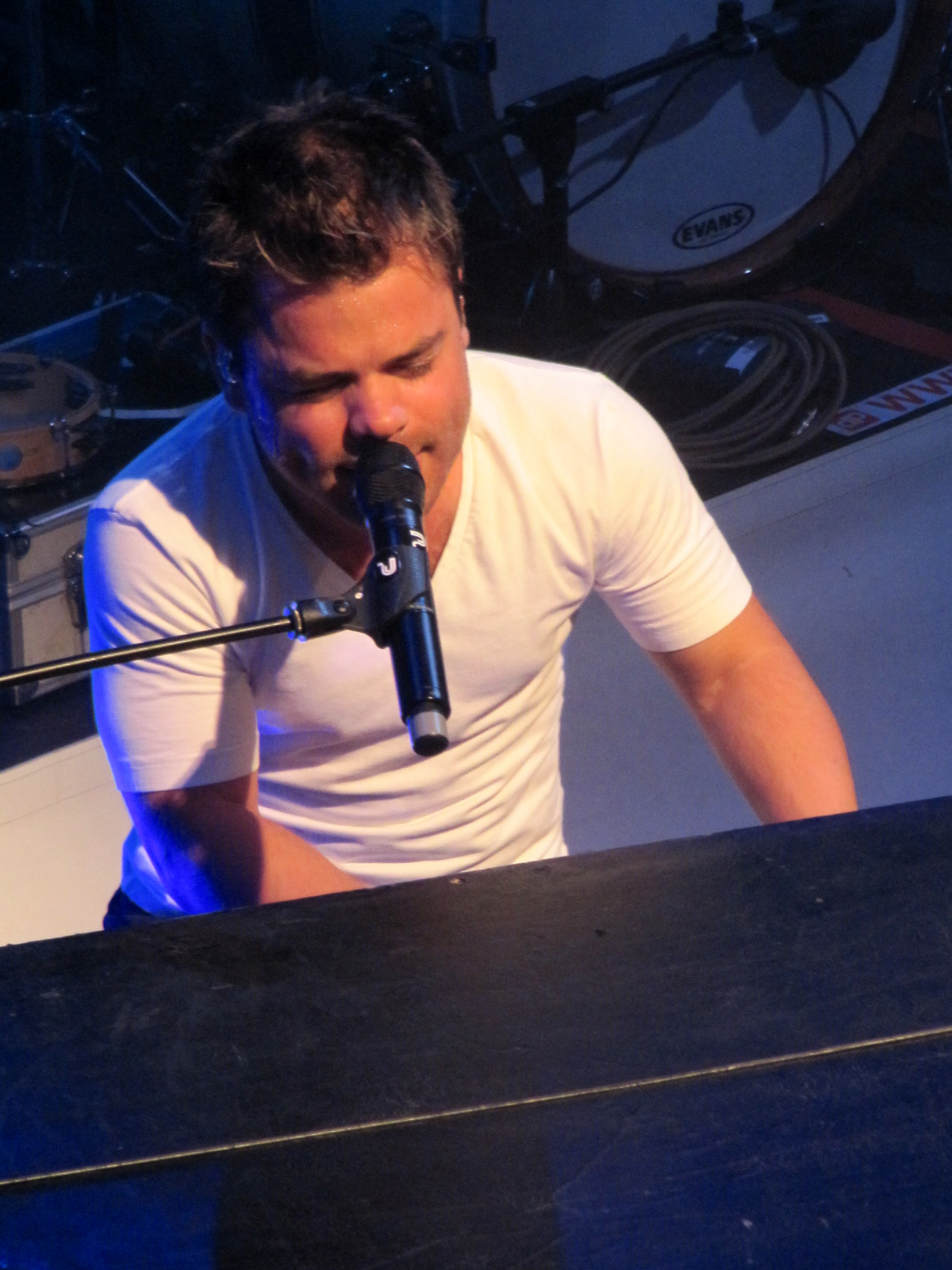
Roel van Velzen (1–3)
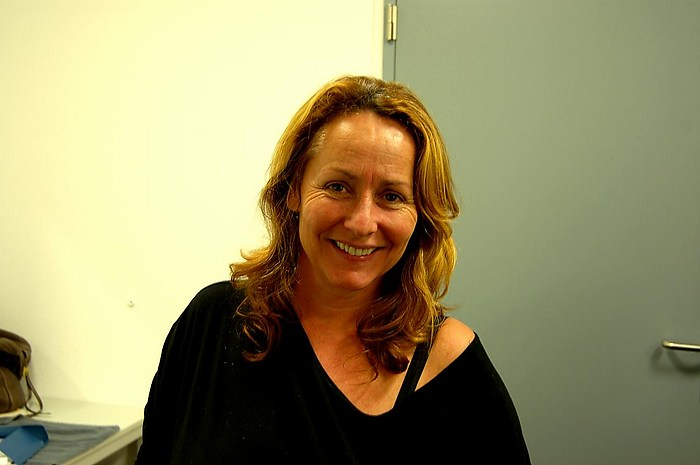
Angela Groothuizen (1–2)
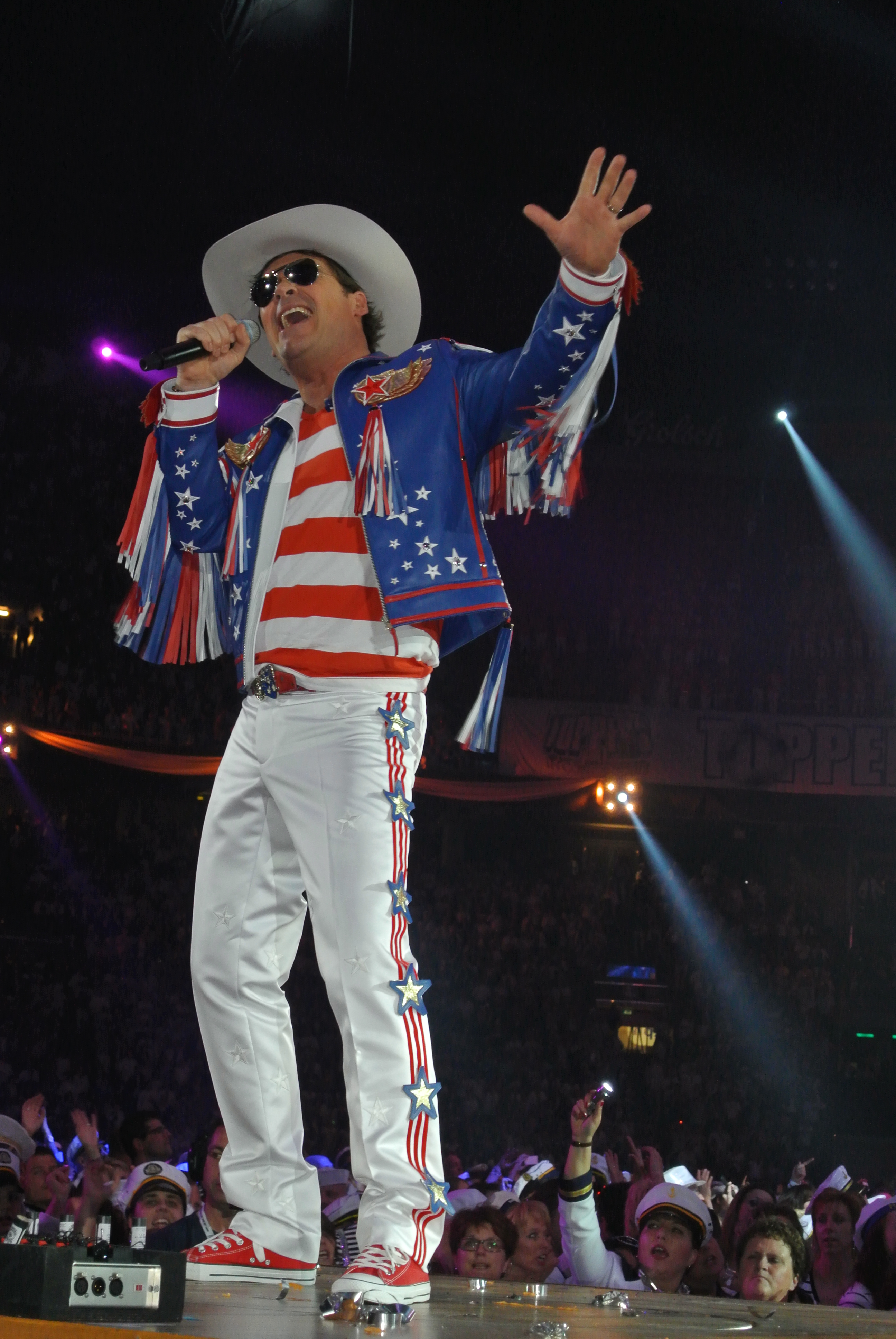
Jeroen van der Boom (1)
Marco Borsato (2–6)
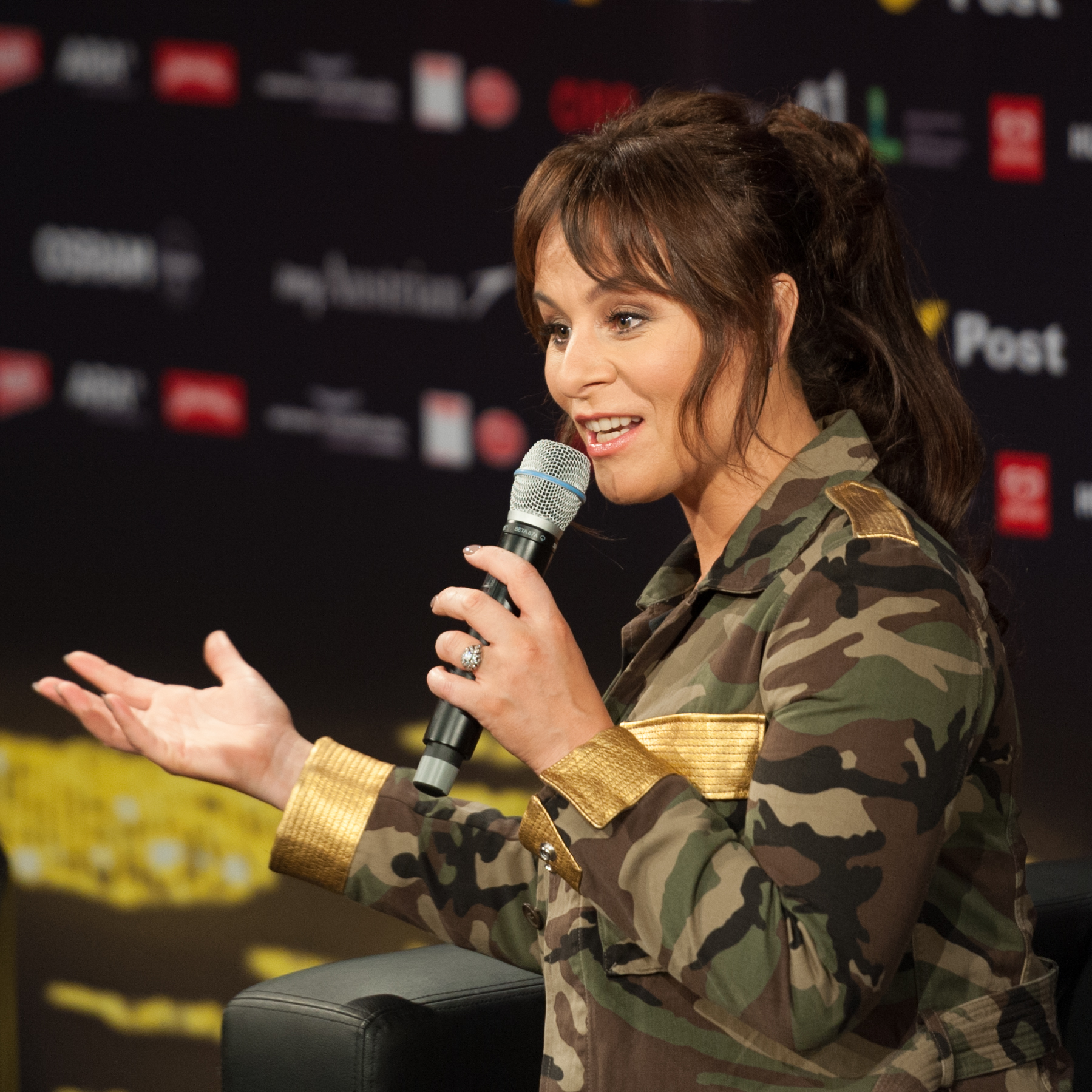
Trijntje Oosterhuis (3–5)
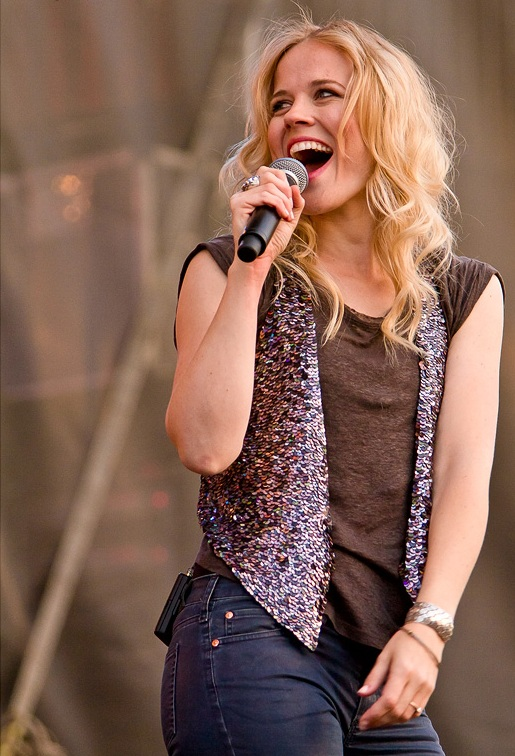
Ilse DeLange (4–5, próximamente en la 13)
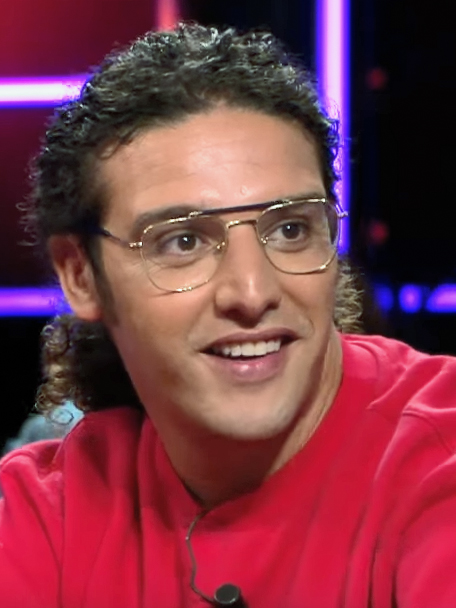
Ali B (4–12)
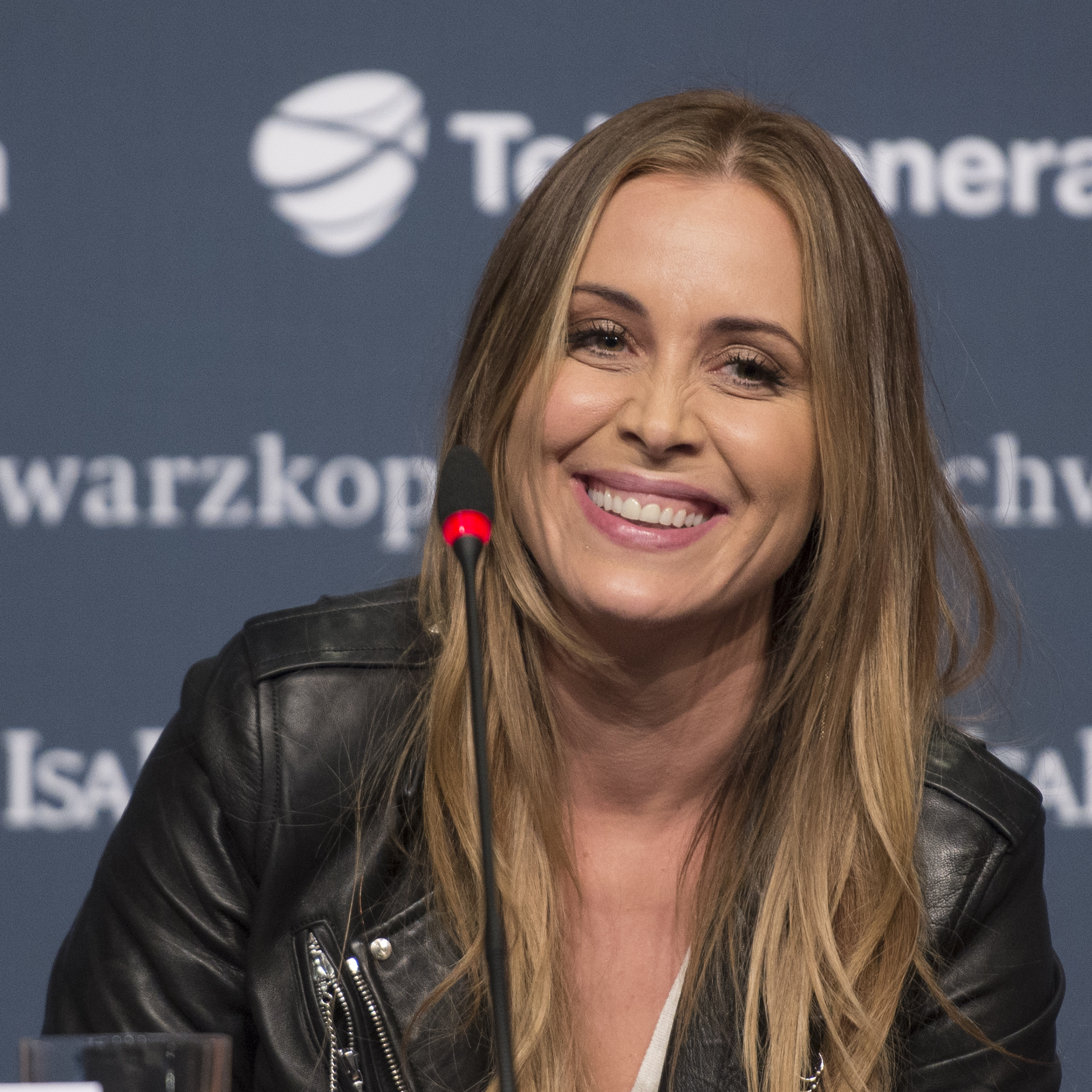
Anouk (6, 8–12)
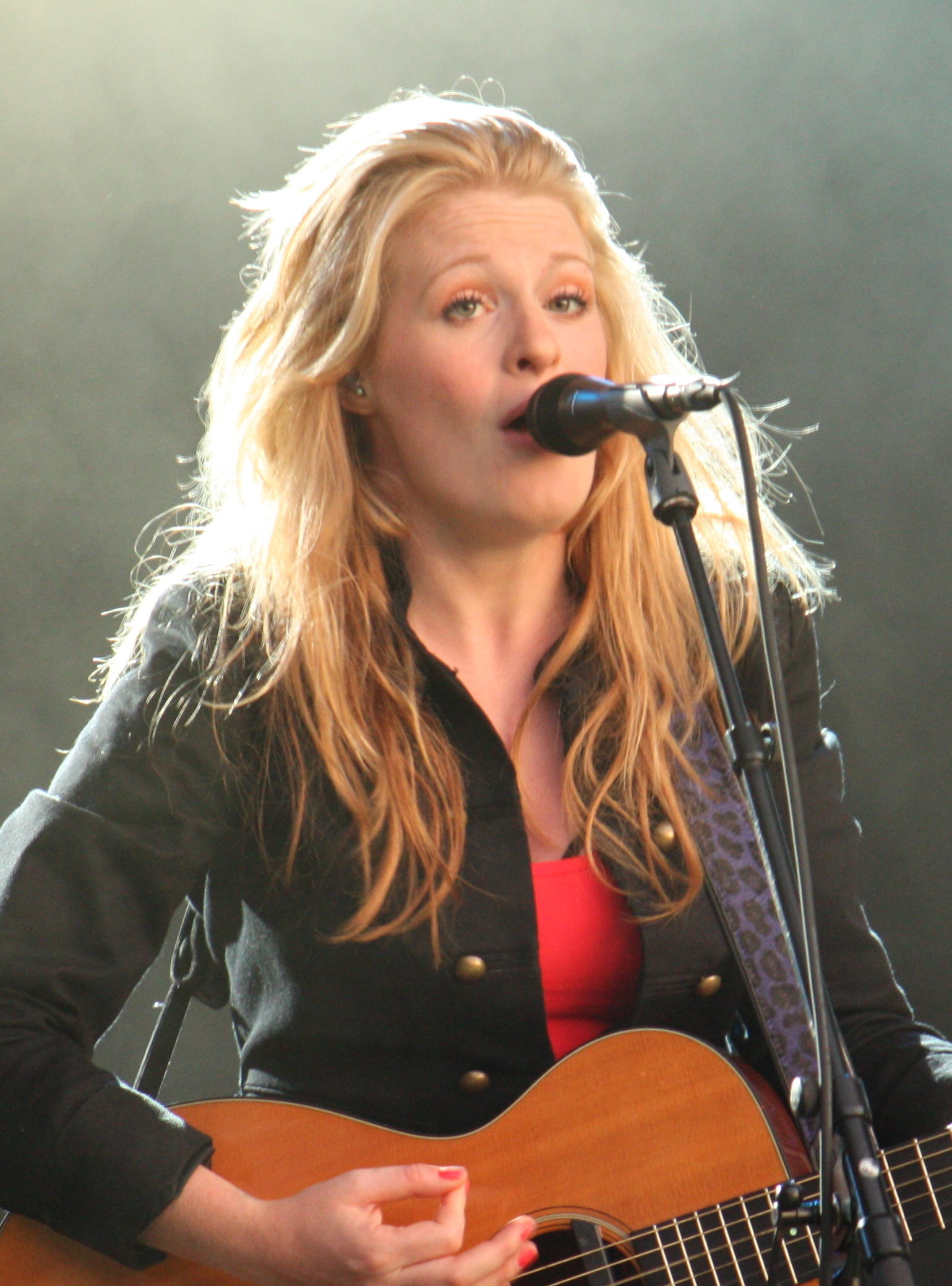
Sanne Hans (6–8)
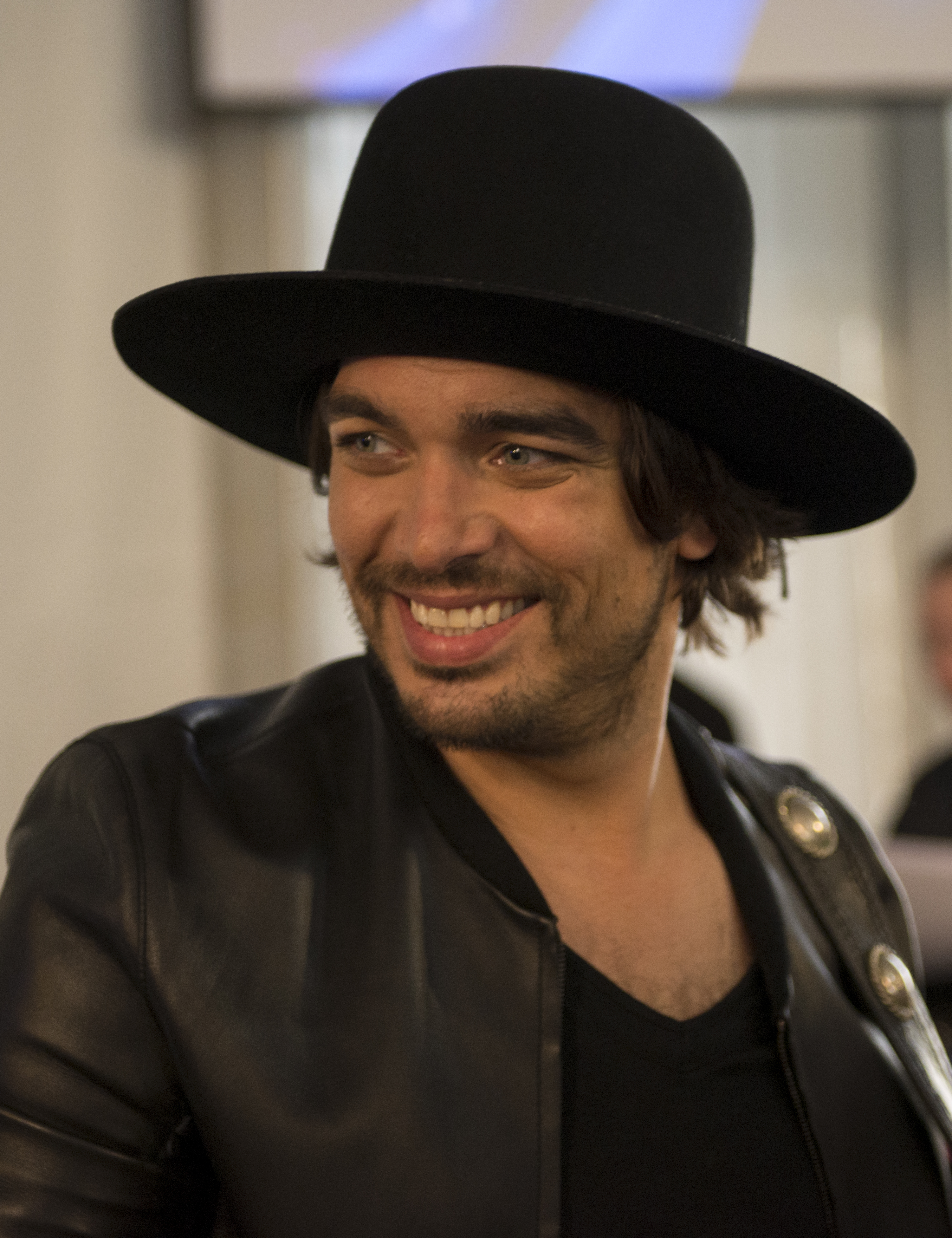
Waylon (7–12)
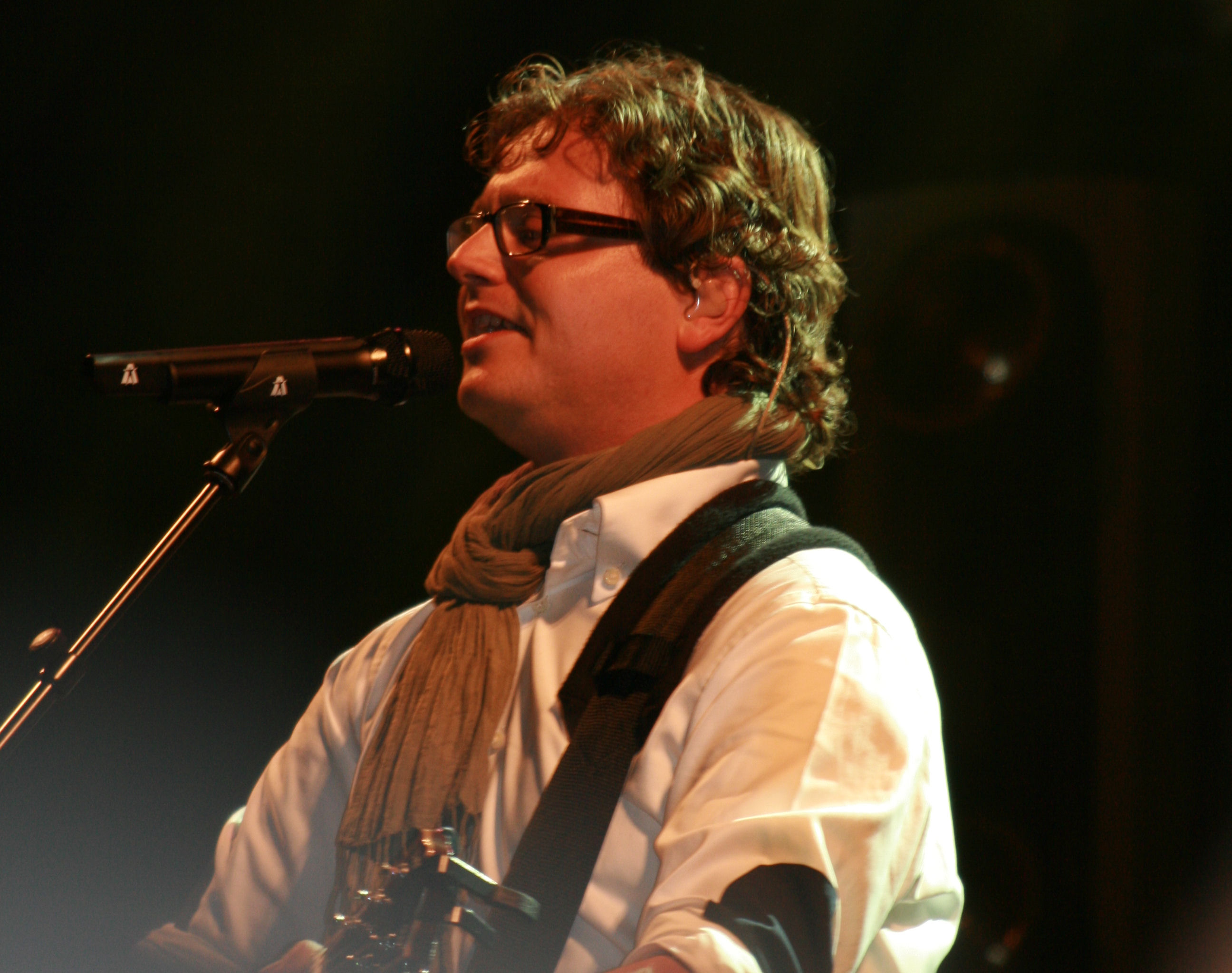
Guus Meeuwis (7)
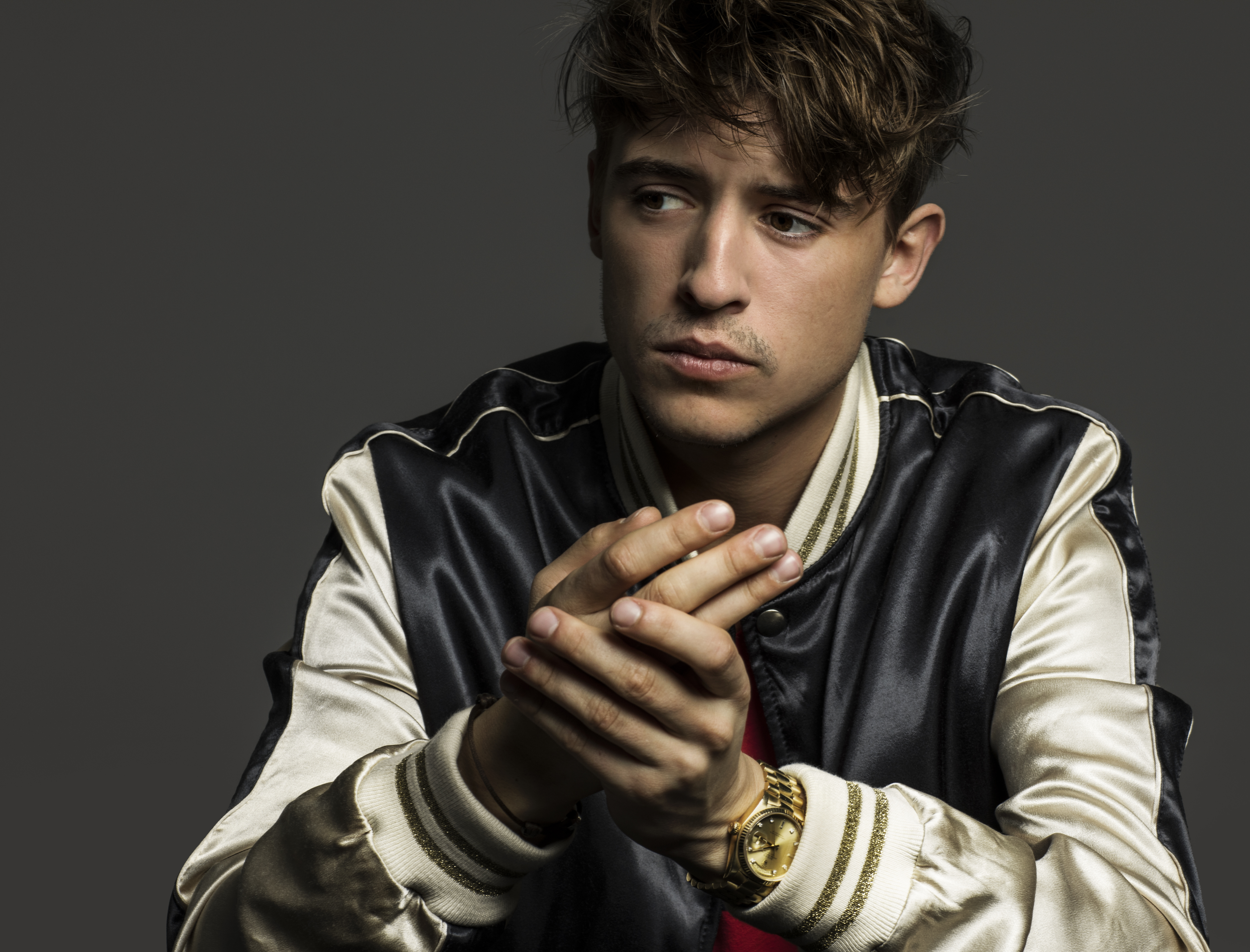
Lil' Kleine (9–10)
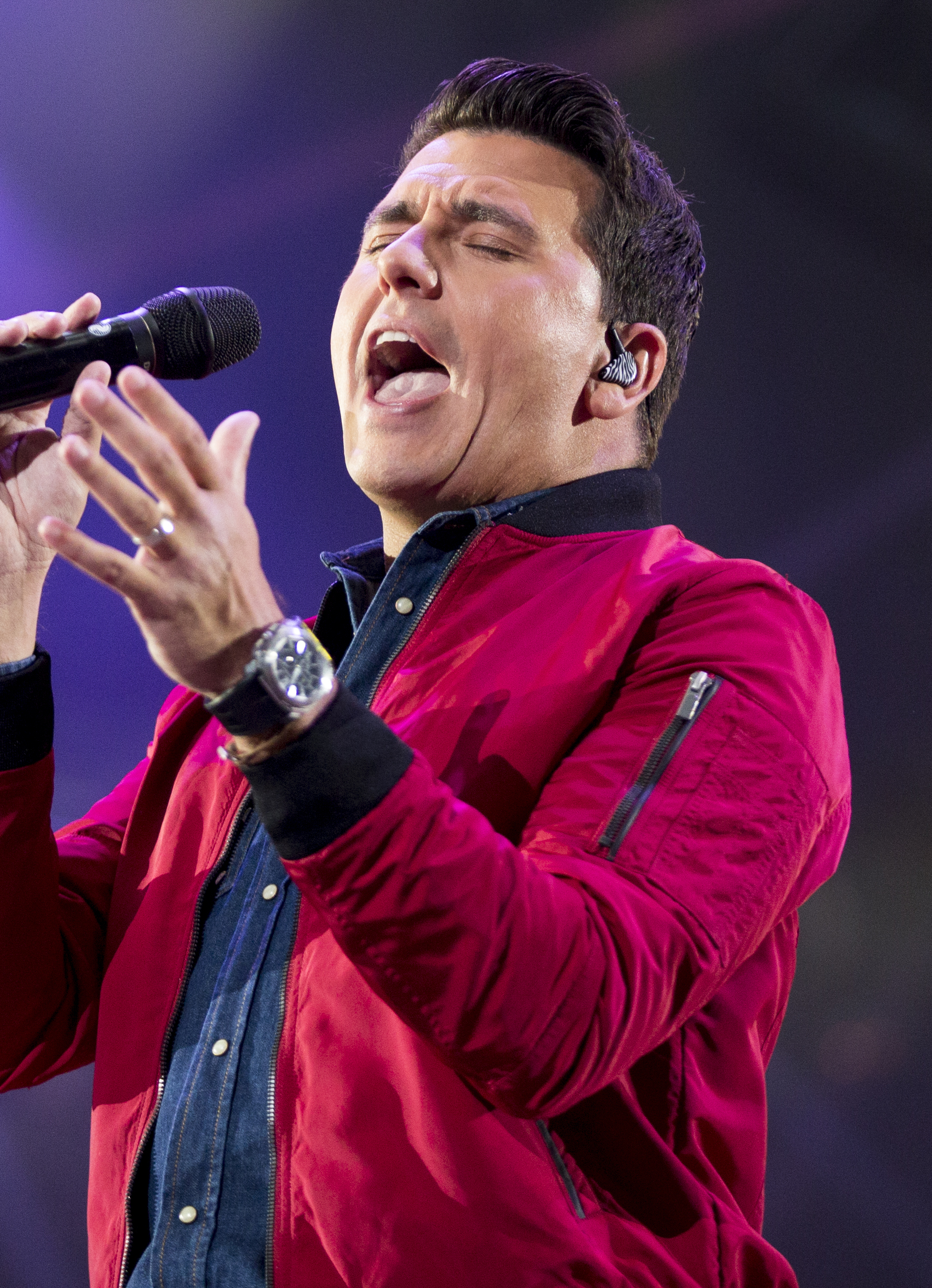
Jan Smit (11)
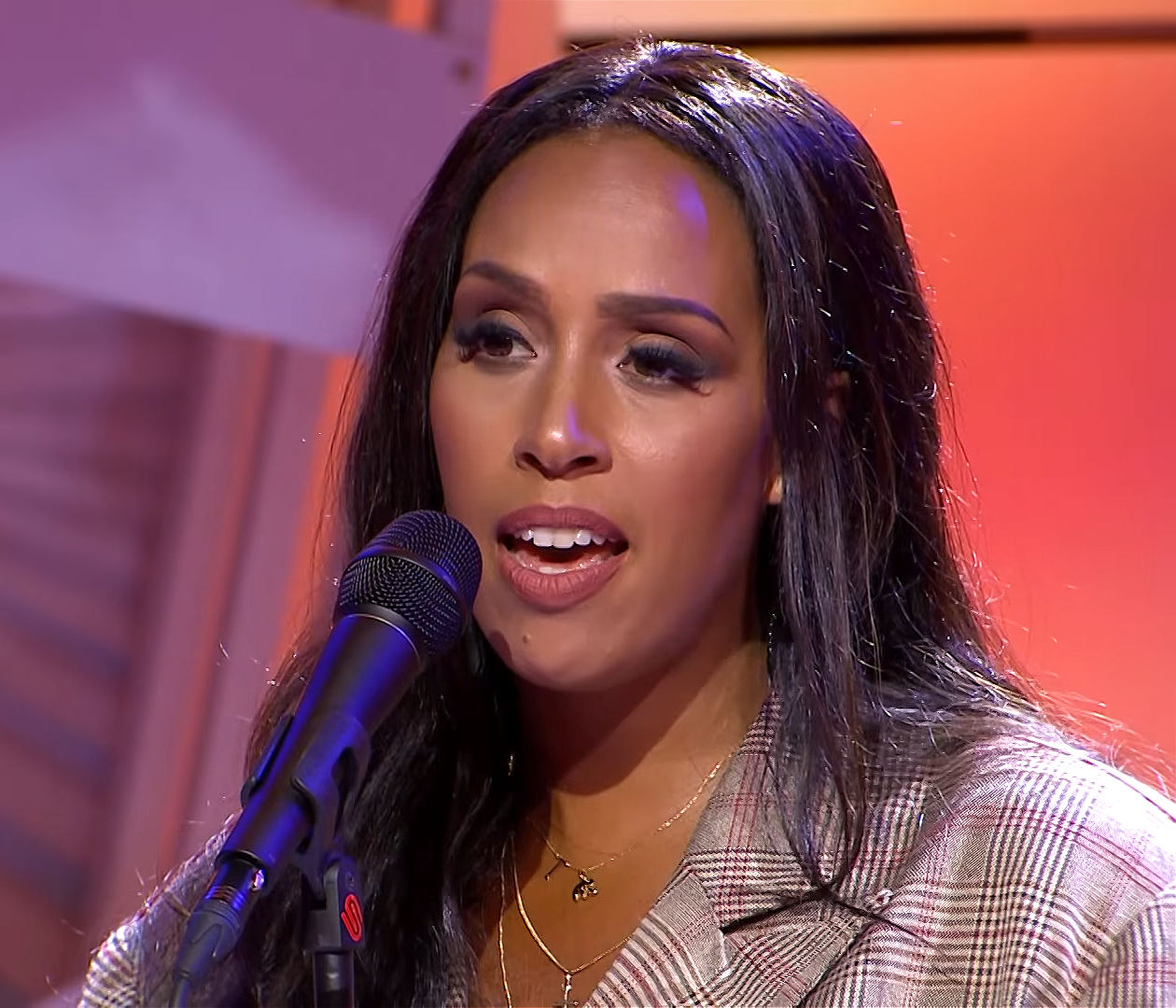
Glennis Grace (12)
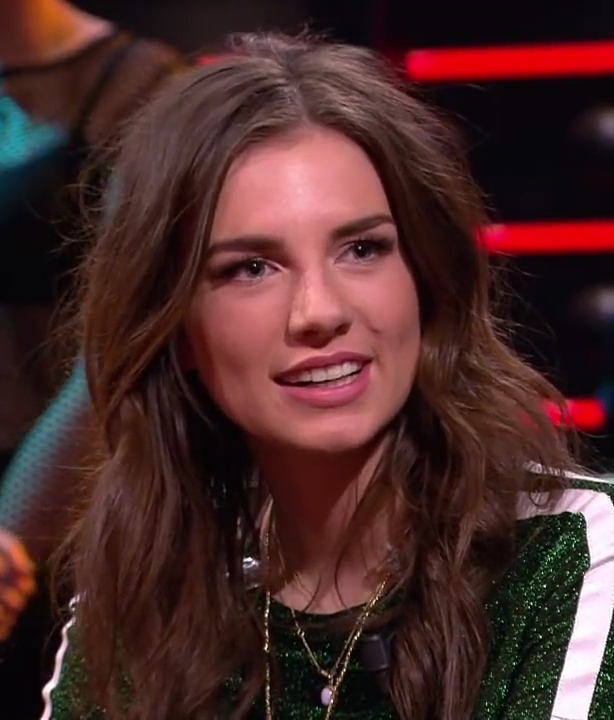
Maan de Steenwinkel (Comeback Stage, duo, 12)
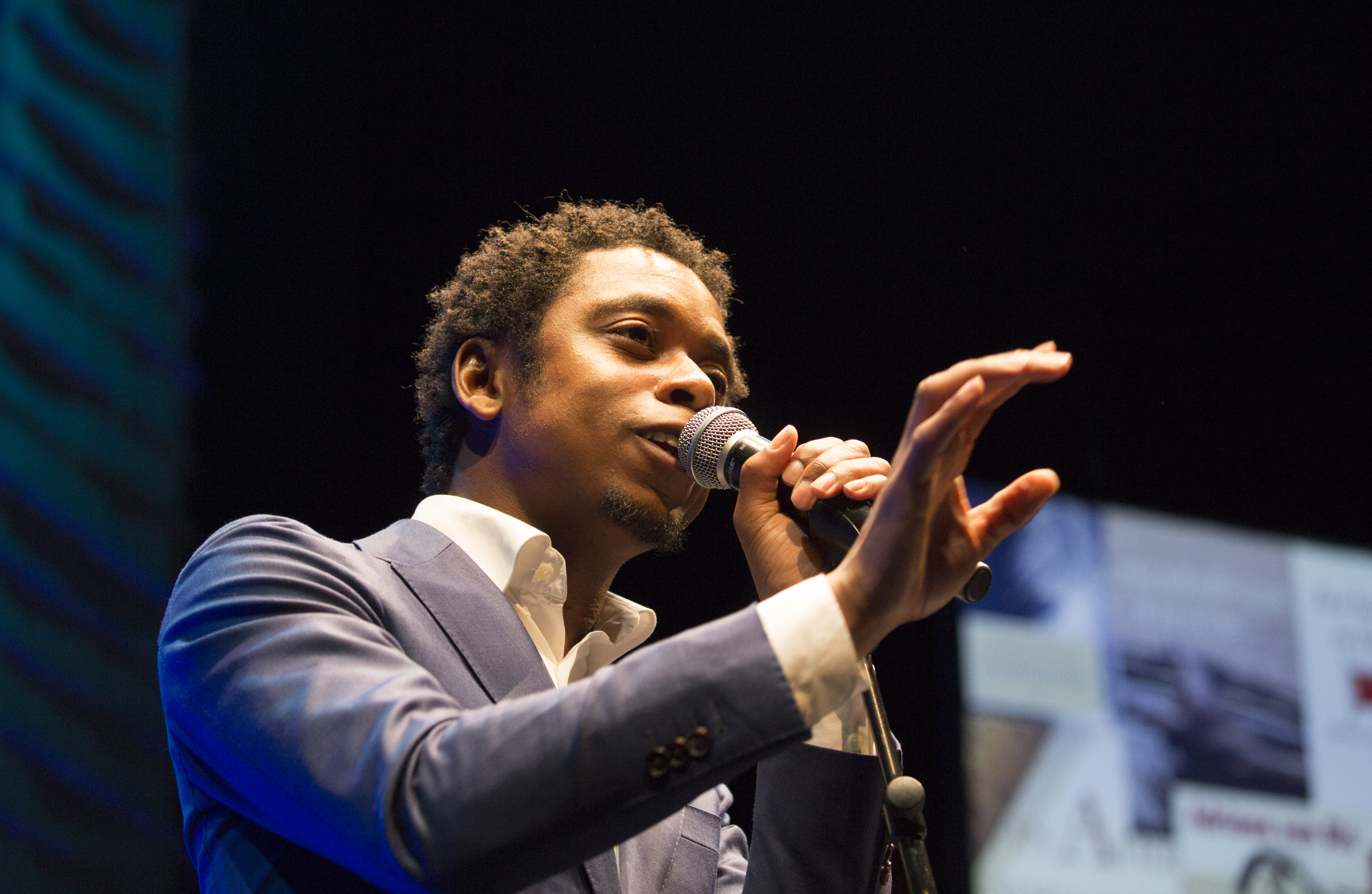
Typhoon («Comeback Stage», dúo, 12)
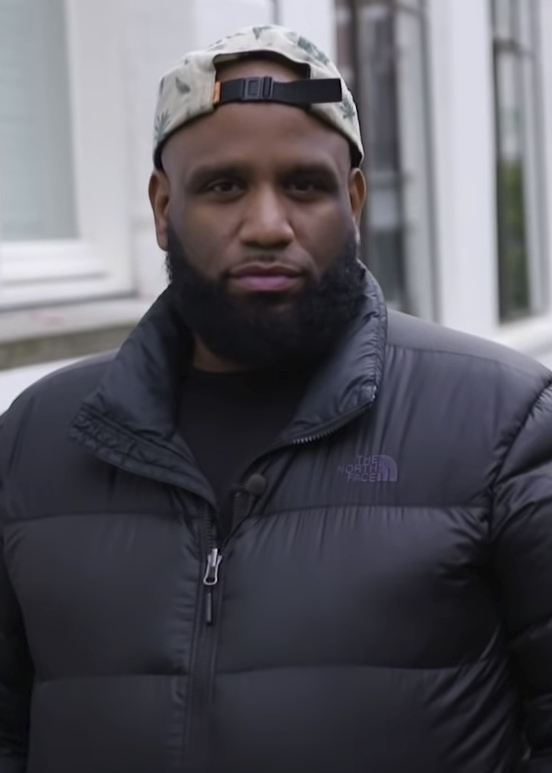
Willie Wartaal (próximamente en la 13)
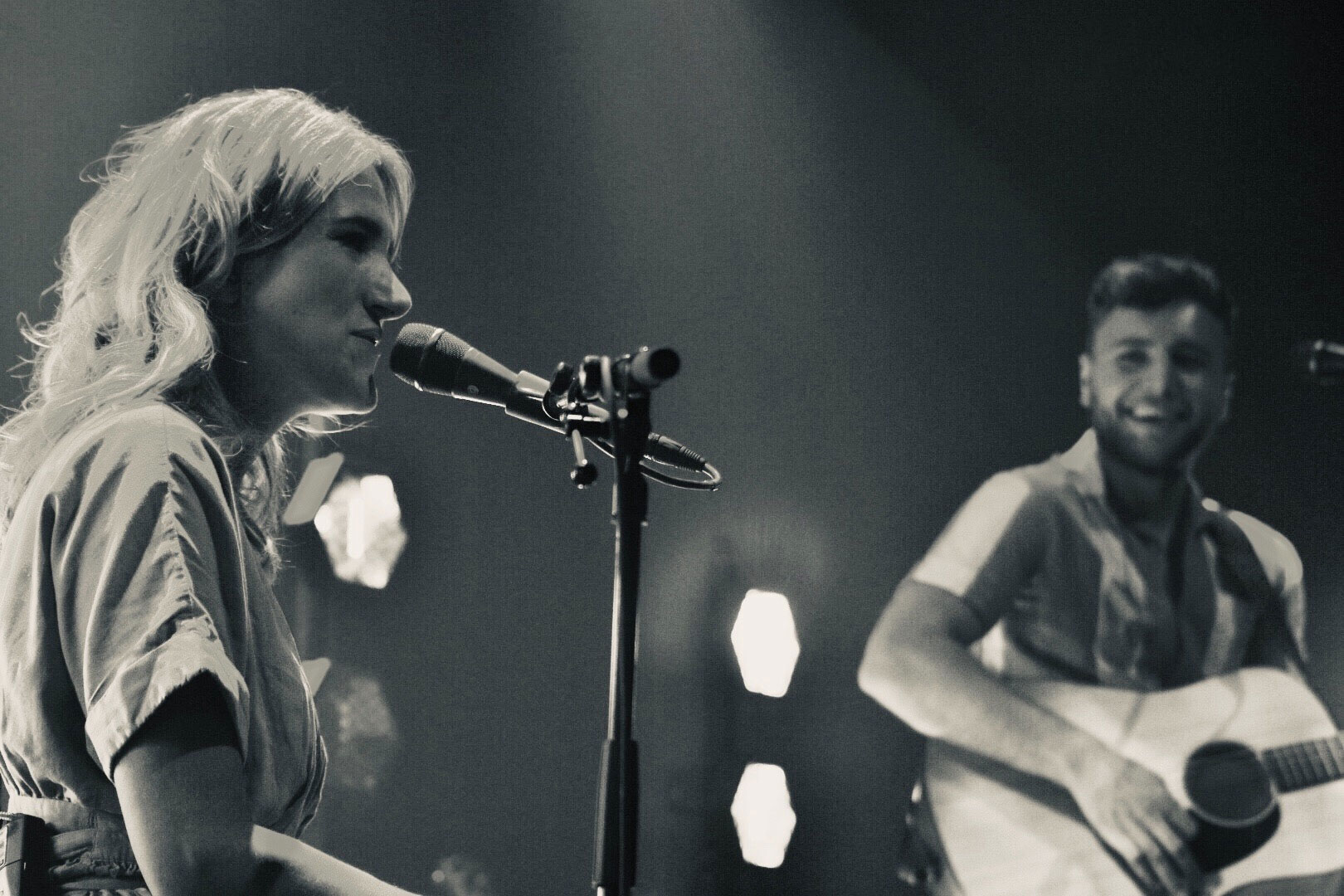
Suzan & Freek (próximo en la 13)
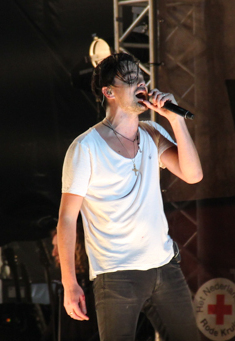
Dinand Woesthoff (próximamente en la 13)

### Anfitriones

Galería
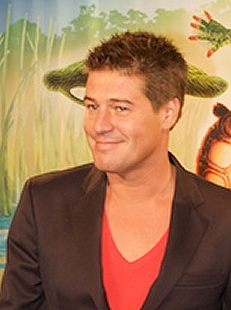
Martijn Krabbé (1–12)
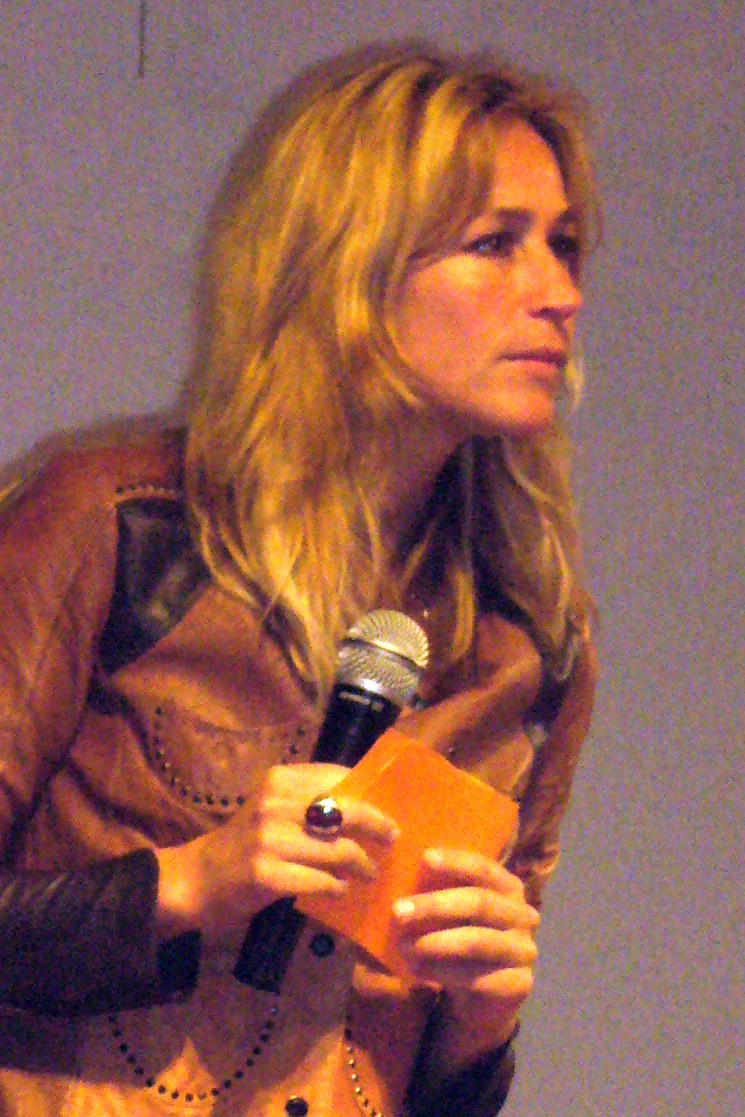
Wendy van Dijk (1–9)
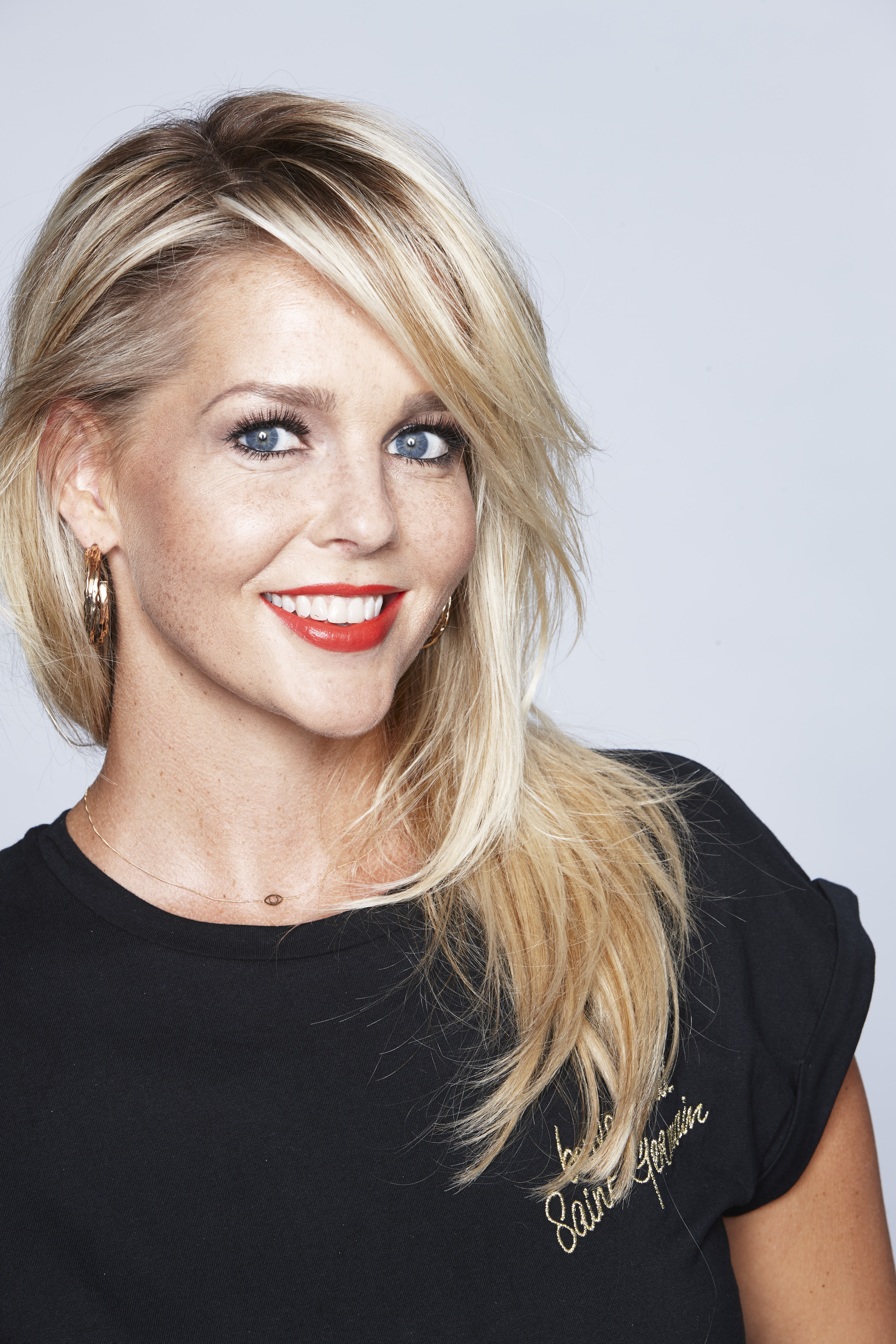
Chantal Janzen (10–presente)
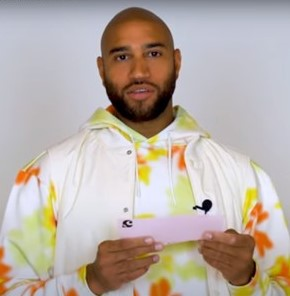
Edson da Graça (próximamente en la 13)